# Epiphthora melanombra
Epiphthora melanombra är en fjärilsart som beskrevs av Edward Meyrick 1888e. Epiphthora melanombra ingår i släktet Epiphthora och familjen stävmalar. Inga underarter finns listade i Catalogue of Life.